# Histoire de la Lozère
Le département de la Lozère a été créé à la Révolution française, le 4 mars 1790 en application de la loi du 22 décembre 1789. Il correspond approximativement à l'ancien évêché du Gévaudan, qui était une partie de l'ancienne province du Languedoc. Au Gévaudan a été retiré le canton de Saugues (Haute-Loire) mais a été rajouté ceux de Villefort et de Meyrueis.

## Étymologie
Le nom Lozère viendrait de la composition "lausa" + "serre".
"Lausa" est un terme pré-indoeuropéen désignant une pierre plate - un mot que l'on retrouve chez les Gaulois. En français, une lauze demeure une dalle de pierre avec laquelle on couvre les toits.
"Serre" est un terme prélatin désignant une montagne allongée,.

## La fondation du département
L'histoire de la Lozère est dans la continuité de celle du Gévaudan. Le département a été créé le 4 janvier 1790 par l'Assemblée constituante en remplacement des provinces de France jugées contraires à l'homogénéité de la Nation. Dans un souci de rationalité, les départements reçurent une architecture semblable : une portion de territoire suffisamment petite pour être gérée facilement par un chef-lieu. Ledit chef-lieu a été, pour la Lozère, la ville de Mende, siège épiscopal et capitale du Gévaudan à ce moment-là.

Carte de la Lozère (1790)

Il a longtemps été question de diviser la Lozère, jugée trop petite en superficie pour faire un département, entre ses voisins (Cantal, Haute-Loire, Aveyron et Gard). Mais devant la fronde des habitants du Gévaudan, cela ne se fit pas.
Au moment de choisir un nom (celui de Gévaudan étant trop associé à la pauvreté du pays), plusieurs propositions furent faites, comme « Hautes Cévennes » (nom très prisé à Paris) ou « Sources » (le surnom du département de « pays des sources » lui vient de ses nombreuses sources et du fait qu'aucun cours d'eau n'entre dans le département). Finalement le terme Lozère sera retenu, nom porté jusque-là par la montagne : le mont Lozère et par un cours d'eau situé au même endroit.
De 1791 à 1793, les 7 districts (Mende, Marvejols, Florac, Langogne, Villefort, Meyrueis et Saint-Chély-d'Apcher) du département de la Lozère fournirent 2 bataillons de volontaires nationaux.

## Seconde Guerre mondiale
Un maquis d'antifascistes allemands combattit l'armée allemande, les armes à la main, en 1943 et 1944. Il était dirigé par Otto Kühne.
De plus trois maquis (un sur l'Aubrac, un autre dans les Cévennes et l'autre vers le mont Mouchet) ont défendu leurs terres face aux nazis.

## Sources et références
1. ↑  François LASSUS, Gérard TAVERDET, Noms de lieux de Franche-Comté. Introduction à la toponymie, éd. Bonneton, Paris, 1995, 232 p.
2. ↑  A. Ernout et A. Meillet, Dictionnaire étymologique de la langue latine. Histoire des mots. 3e éd. revue, corrigée et augmentée d'un index. Tome I (A - L). Paris, Klincksieck, 1951.